# Clitómaco
Clitómaco (Cartago, 187/186 a. C. - Atenas, 110/109 a. C.) fue un filósofo de la Antigua Grecia.

## Biografía
Según Diógenes Laercio, era cartaginés y su nombre verdadero era Asdrúbal, y tras ejercer como filósofo en su tierra de origen pasó a Atenas en el 163/162a.C cuando tenía 24 años. Tuvo como maestro a Carnéades durante 19 años. Luego marchó a Ágrae, donde fundó una escuela y más tarde regresó para suceder a Crates de Tarso como escolarca en torno a los años 127/126 a. C. Laercio también informa que con Clitómaco acaba la escuela jónica.
Llegó a escribir 400 obras, que no se han conservado, aunque probablemente algunas de ellas fueron conocidas por Marco Tulio Cicerón, Plutarco y Sexto Empírico, que proporcionan detalles acerca de ellas. Además de distinguirse como filósofo de la Academia también estudió la filosofía de los peripatéticos y de los estoicos. Murió en torno al año 110 a. C. y fue sucedido al frente de la academia por su discípulo Filón de Larisa.

## Trabajos
De sus más de 400 obras sabemos muy pocas, pero conocemos que en su mayoría estaban dedicadas a promocionar la Academia de su maestro a su vez, Sexto Empírico nos cuenta que a la hora de escribir ocupaba mucho el método analítico y el uso de historias
Cicerón también nos relata que en el 146 a. C. escribió una obra llamada «Las Consolaciones» hablando sobre la reciente destrucción de Cartago después de la tercera guerra púnica, también nos cuenta que escribió un trabajo sobre del cónsul Lucio Marcio Censorino y su participación en esta guerra 
A su vez, Diógenes Laercio nos relata que dedicó cuatro volúmenes llamados «De sustinendis adsensionibus» (la suspensión del asentimiento) en la que habla sobre la Epoche y en la que Cicerón se basó para crear De Natura Deorum, De Divinatione y De Fato 
También se sabe que escribió un trabajo sobre el poeta satírico Gaio Lucilio y que dedicó muchas obras para atacar a los retóricos y el mal uso que le daba el pueblo a este